# Christopher Retzius Ekwall
Christopher Retzius Ekwall, född 26 augusti 1759 i Gammalkils församling, Östergötlands län, död 5 juli 1828 i Gammalkils församling, Östergötlands län, var en svensk präst och riksdagsman.

## Biografi
Christopher Retzius  Ekwall föddes 1759 i Gammalkils församling. Han var son till kyrkoherden Peter Ekwall (1714–1791) och Anna Retzius (1724–1798). Retzius Ekwall idkade studier i Uppsala universitet från 1776, fil. kand 1784, prv. 1785, filosofie magister 1788, teologie kandidat 1791, domkyrkoadjunkt i Linköping från 1791, kyrkoherde i Gammalkils församling, Gammalkils pastorat från 1792, prost från 1793, vice preses vid prästmötet 1805, kontraktsprost i Vifolka och Valkebo kontrakt från 1806, riksdagsman 1817, teologie doktor 1818. Han avled 1828 i Gammalkils församling.

### Familj
Ekwall gifte sig 1793 med Sofia Lock (1766–1831). De fick tillsammans barnen godsägaren Per Ludvig Ekwall (1795–1845) på Attarp i Bankeryds församling, Anna Sofia Ekwall (född 1796) som var gift med konduktören Johan Carlberg i Stockholm och Christopher Retzius Ekwall (1799–1829).